# Ситимарк-центр
Ситимарк-центр (Citymark Center, также известен как Citymark Financial Center, Citymark Tower и Chengmai Center) — сверхвысокий 70-этажный небоскрёб, расположенный в китайском городе Шэньчжэнь. Построен в 2022 году, по состоянию на 2024 год являлся 4-м по высоте зданием города, 23-м по высоте зданием Китая, 30-м — Азии и 44-м — мира.
Архитекторами 388-метровой офисно-жилой башни выступили американские фирмы Kohn Pedersen Fox и Thornton Tomasetti, владельцем является оператор недвижимости Citymark Holdings (Шэньчжэнь). Кроме главной башни, в состав многофункционального комплекса общей площадью 600 тыс. м² входят ещё четыре башни пониже — две офисные башни с торговым центром, жилая башня и гостиничная башня; на подземных уровнях комплекса расположены магазины, рестораны и паркинги. Между торговым центром и башнями находится большой общественный парк.

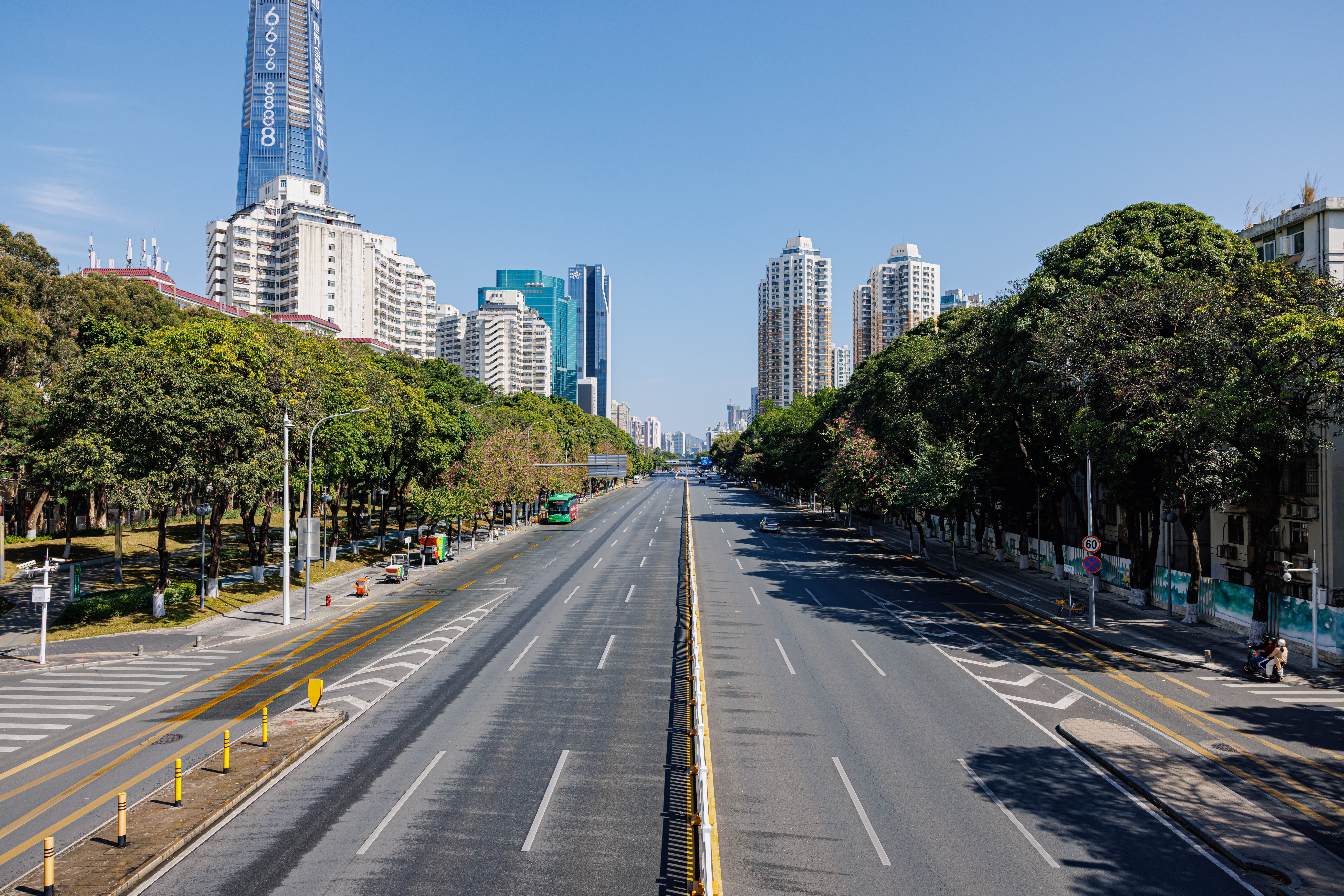
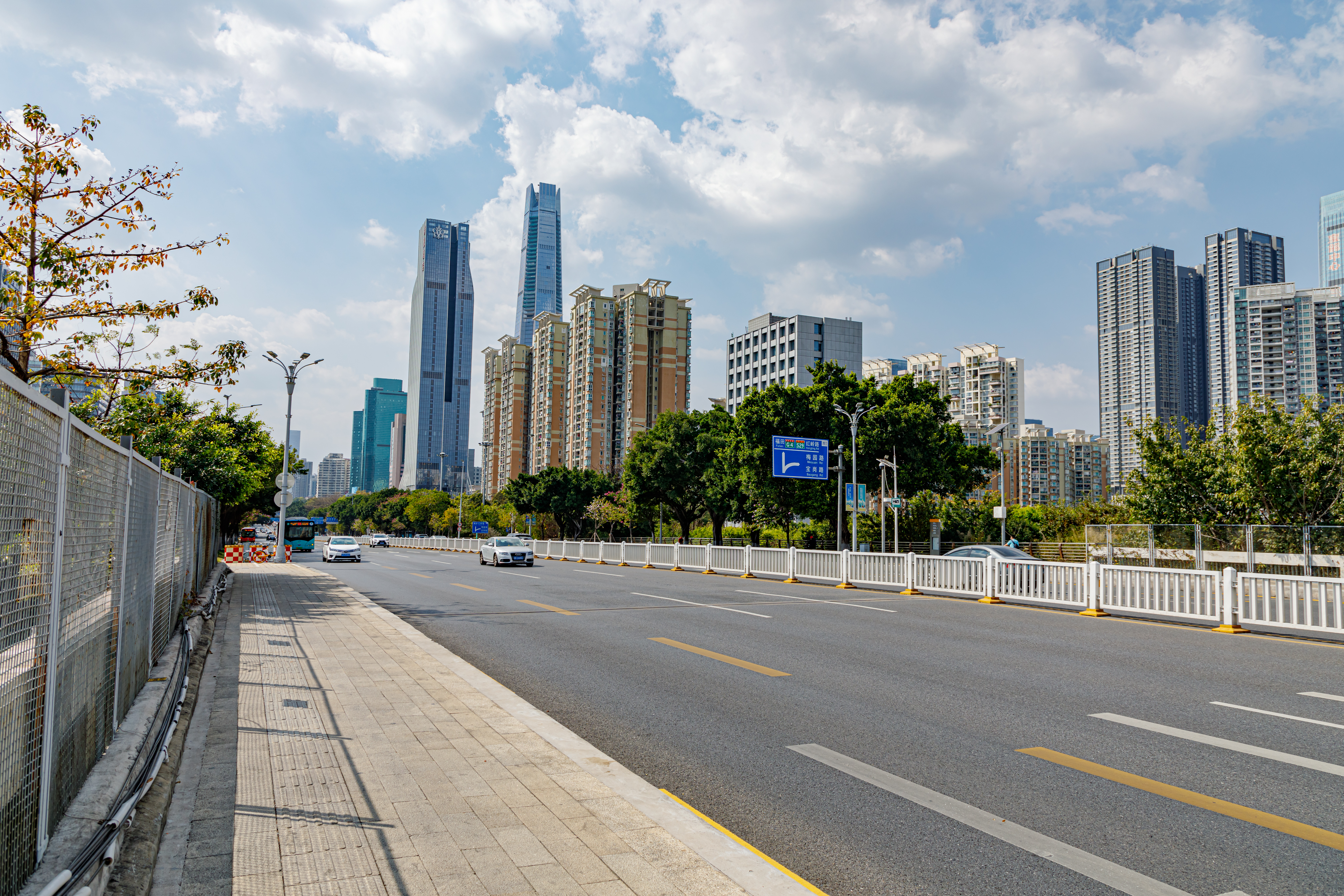
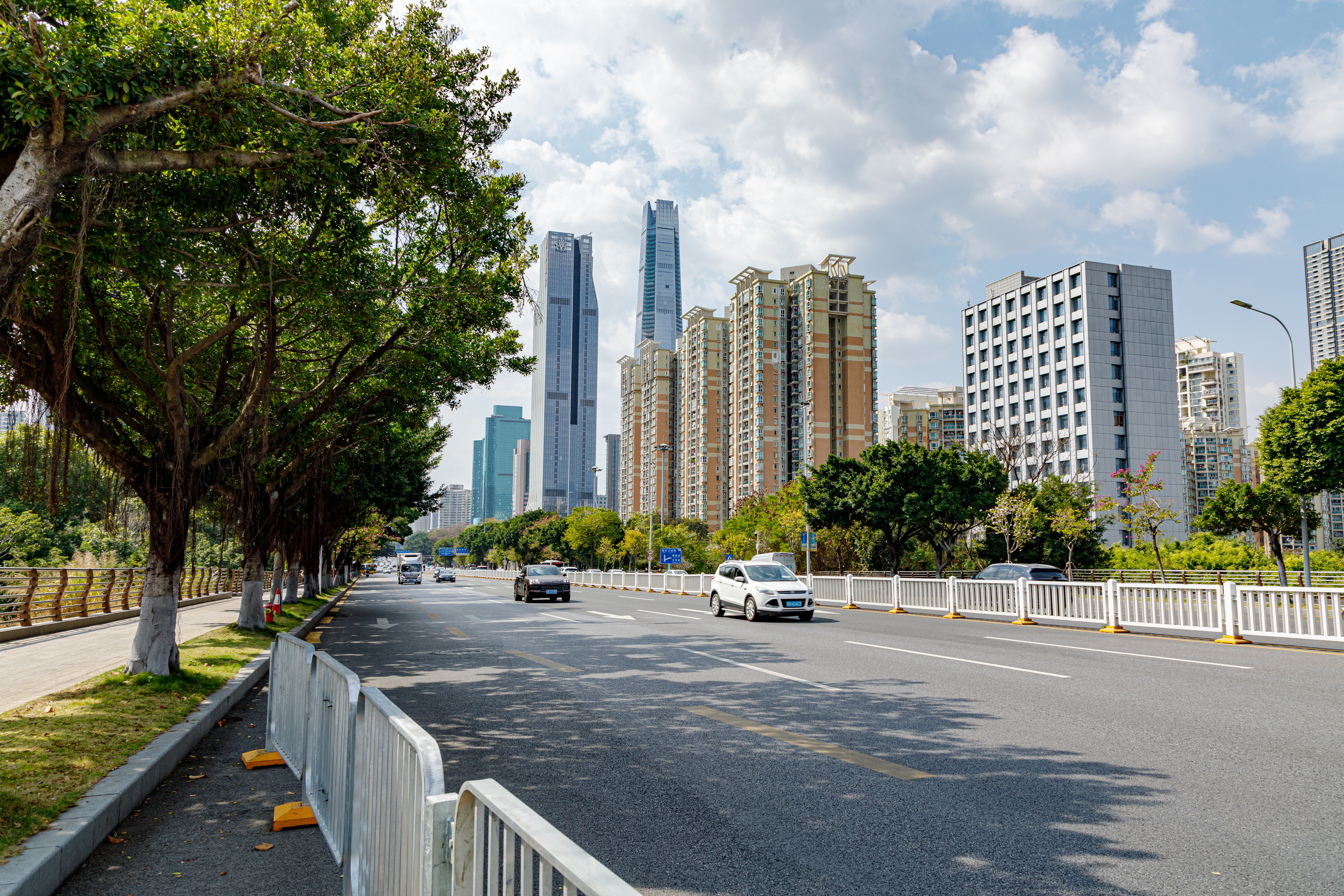
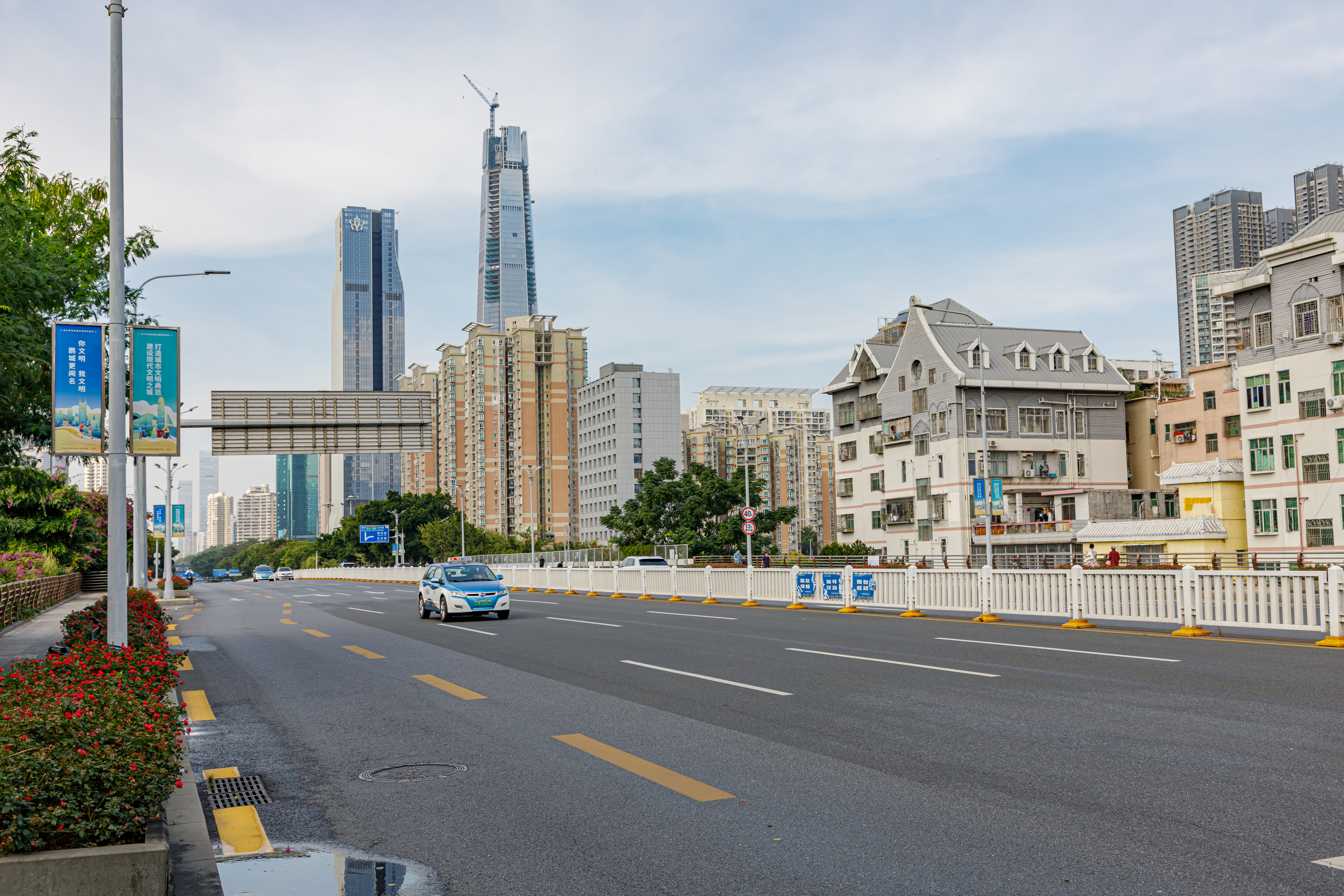
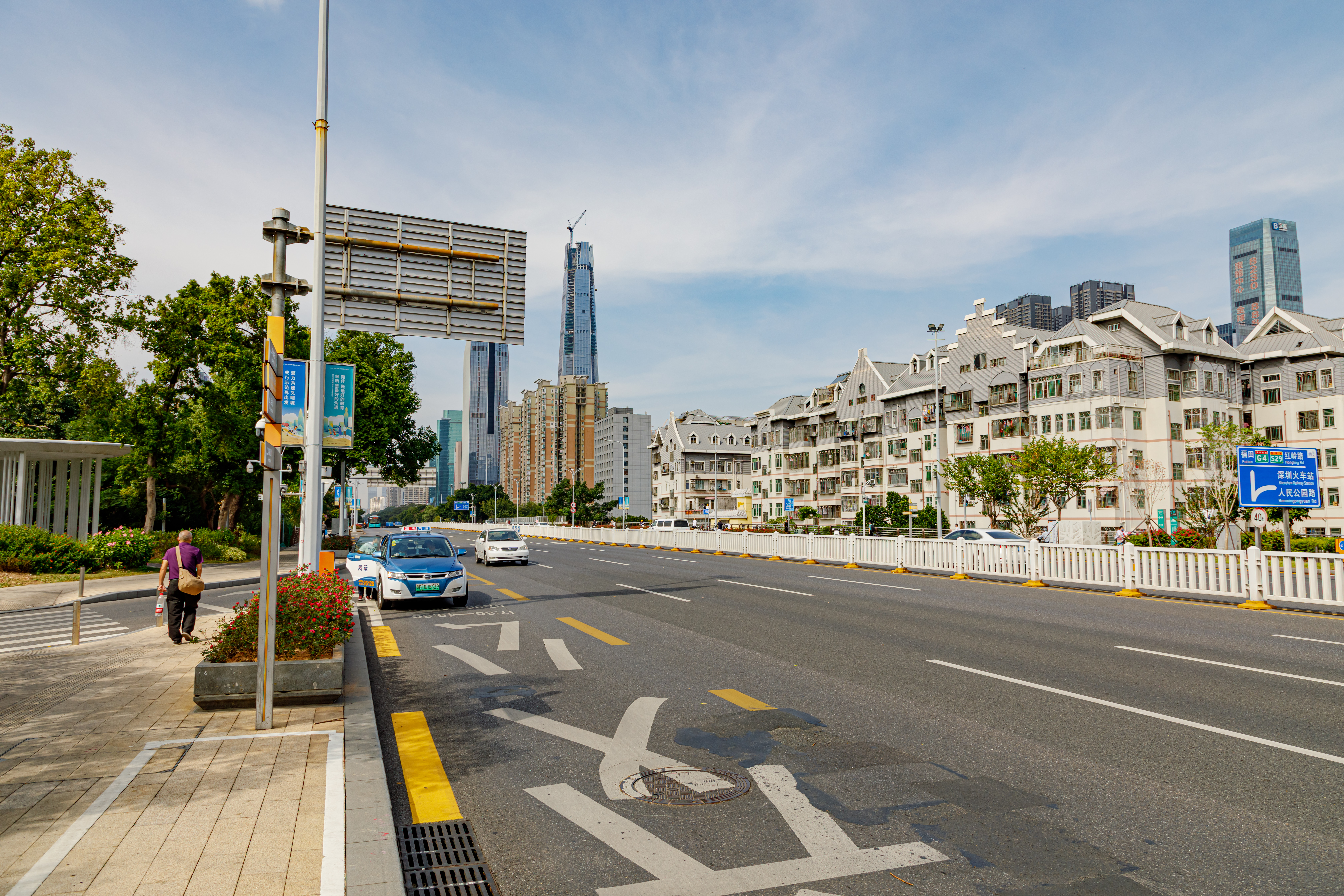
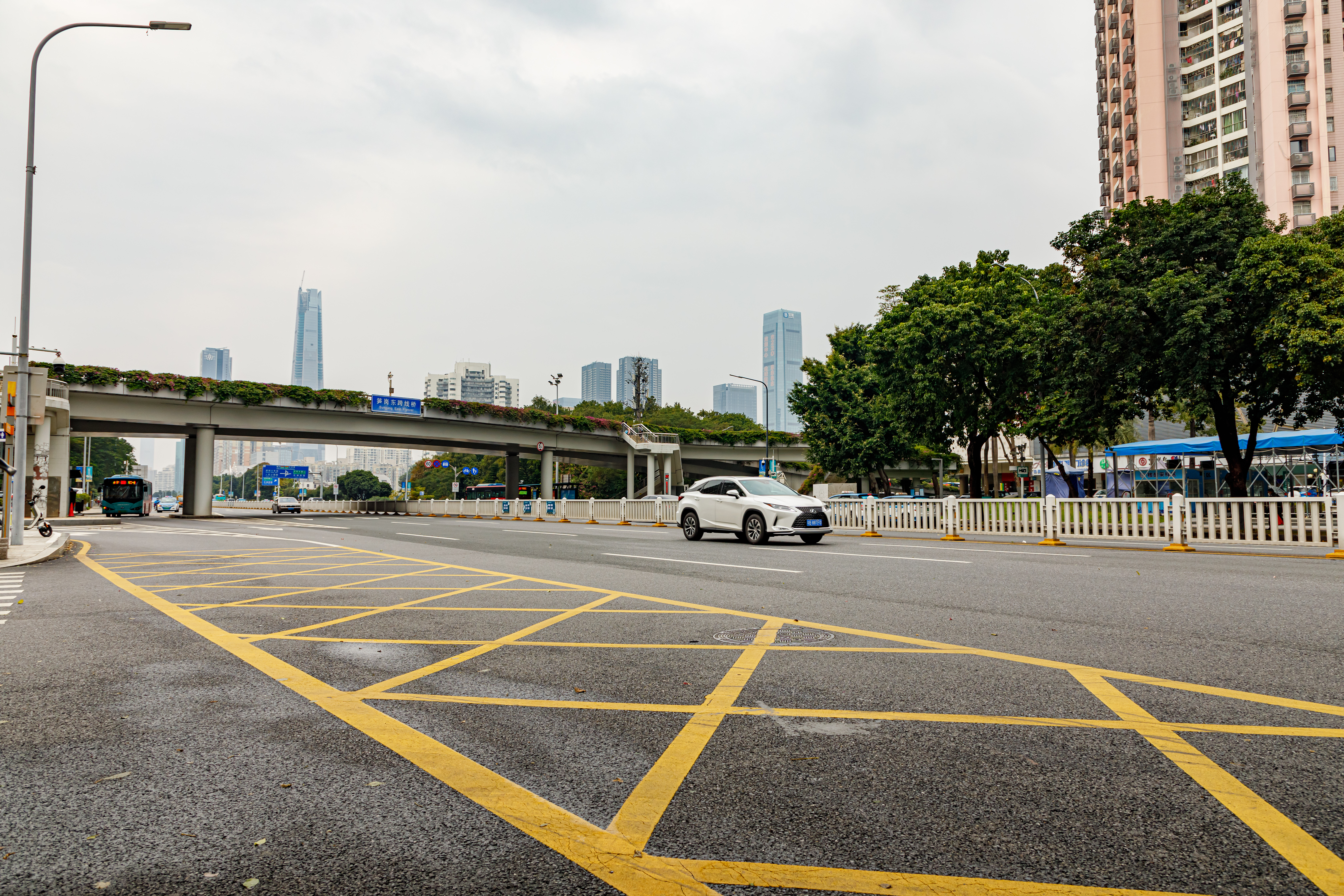
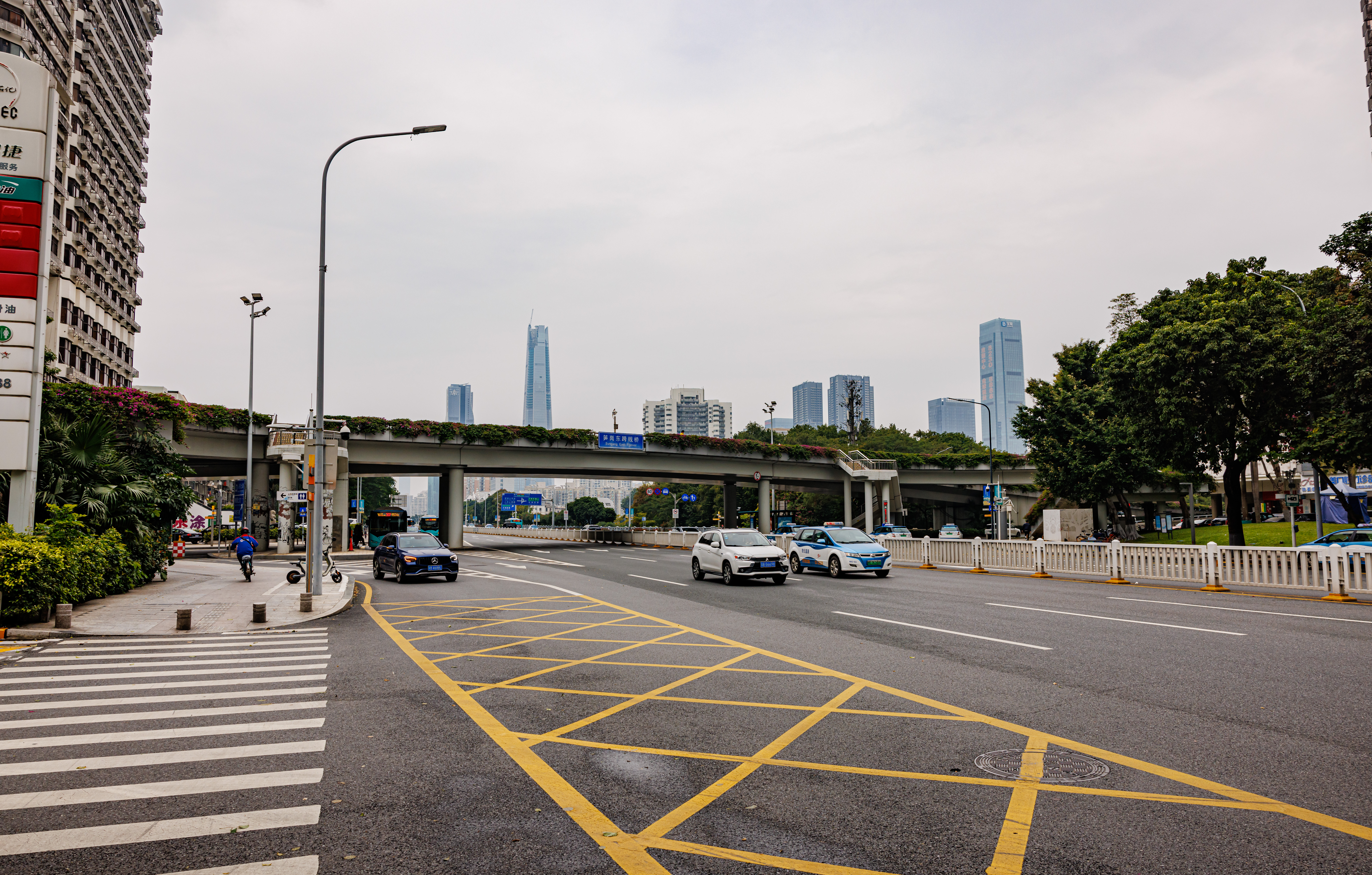